# Сан-Сальвадор
Сан-Сальвадо́р (исп. San Salvador) — столица и крупнейший город государства Сальвадор.

## Этимология
Город основан испанскими конкистадорами в 1525 году и назван, как и страна, в честь Спасителя, но в форме Сан-Сальвадор — «Святой Спаситель», поскольку был заложен в день католического праздника Преображения Господня.

## География
Расположен в юго-западной части страны, на Панамериканском шоссе, в долине реки Амакас, у подножия вулкана Сан-Сальвадор, на высоте около 600 метров.

## История

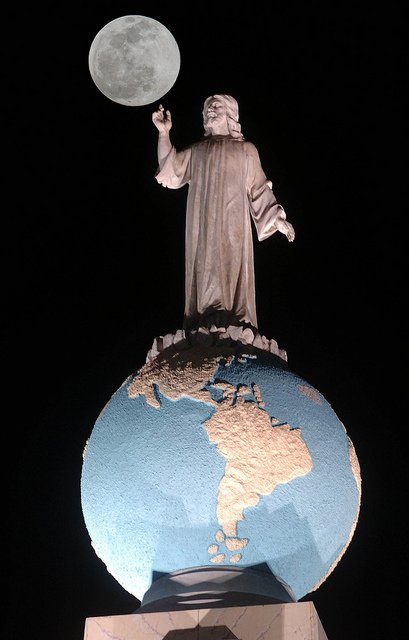

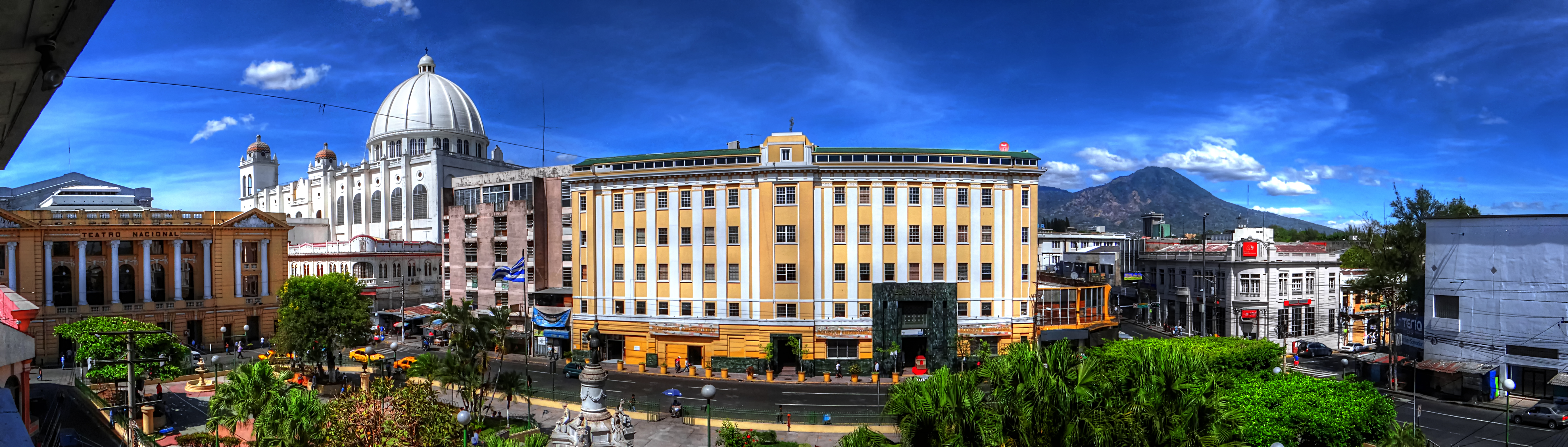

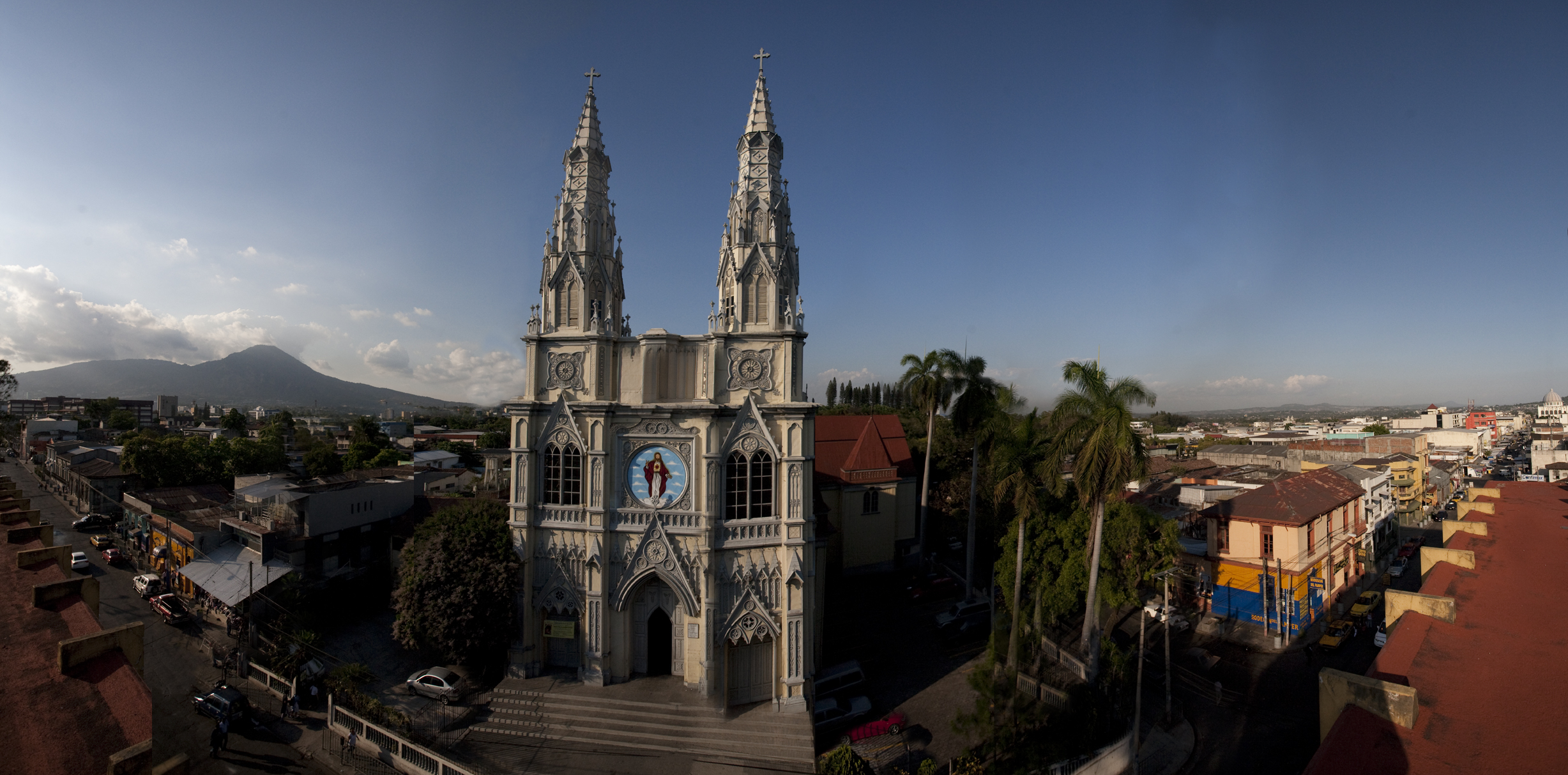

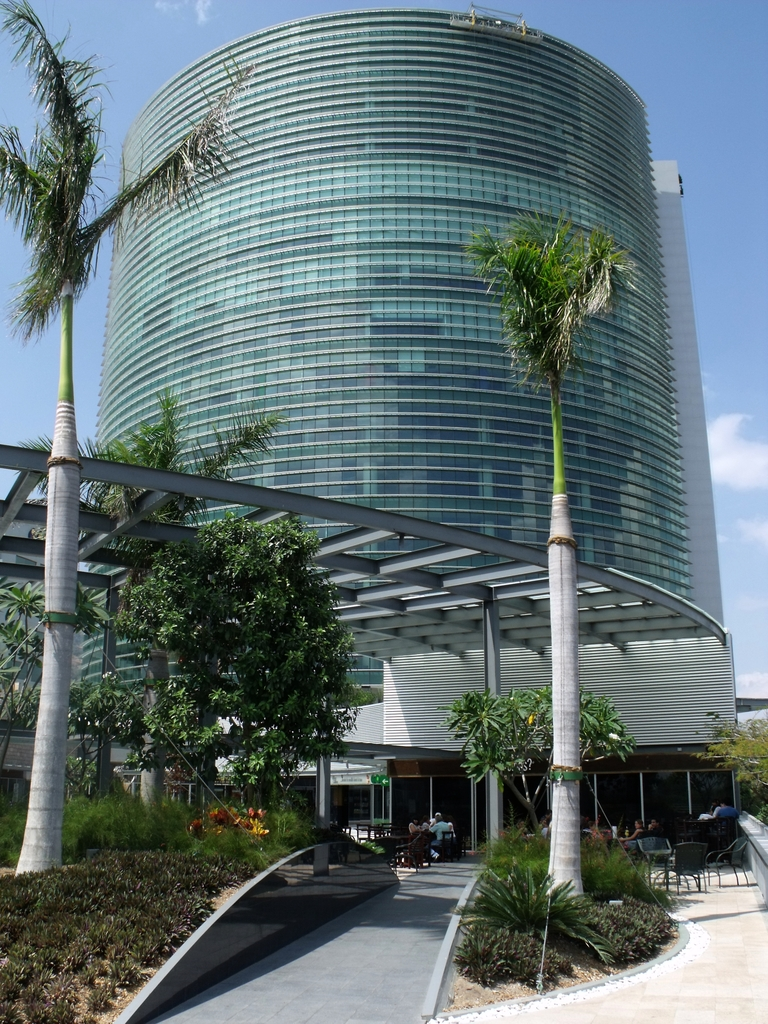
Всемирный торговый центр

Город был основан испанскими завоевателями в апреле 1525 по приказу Педро де Альварадо на месте захваченной конкистадорами индейской столицы Кускатлан, в современном Сиудад Виехо, потом центр города дважды переносился в другие локации. Название города переводится как «Святой Спаситель». После провозглашения независимости Сальвадора (1821) стал его столицей. Город испытал сильный прирост населения в XX веке, в 1900 году в нём жило 138 тыс. чел., в 1950—296 тыс., а в 1990 — более полутора миллионов.
За свою историю Сан-Сальвадор несколько раз подвергался серьёзным разрушениям во время сильных землетрясений в 1798, 1854, 1873, 1965 гг., последнее было в 1987 году. Согласно данным статистики, до недавнего времени в Сан-Сальвадоре был крайне высокий уровень преступности, однако после эффективных мер по искоренению влияния группировки MS-13 и массовых арестов её членов, уровень преступности снизился.

## Администрация
В 1964—1976 и 1979—1988 годах Сан-Сальвадором управляли представители Христианско-демократической партии, в том числе видный член правительственной хунты 1980-х Хосе Антонио Моралес Эрлих и будущий президент страны Хосе Наполеон Дуарте, возглавлявший муниципалитет три срока подряд (1964—1970), и, как считается, заложивший основы инфраструктуры города. С 1988 по 1997 годы столицей руководили представители правой партии Националистический республиканский альянс (АРЕНА), в том числе (1988—1994) — Армандо Кальдерон Соль, будущий президент Сальвадора. С 1998 по 2009 администрацию возглавляли представители левого Фронта национального освобождения имени Фарабундо Марти (ФНОФМ) и его союзников.
В январе 2009 года алькальдом города вновь был избран представитель партии АРЕНА Норман Кихано, который вступил в должность 1 мая 2009 г. сменив на этом посту Виолетту Менхивар, представительницу ФНОФМ. Норман Кихано побеждал на выборах мэра и в 2012 году.
На выборах мэра в 2015 победил кандидат ФНОФМ Найиб Букеле. В 2018 его сменил представитель АРЕНА Эрнесто Муйшондт.

## Климат
Климат города является субэкваториальным. Средняя температура круглый год почти не меняется и составляет 23,1°С, годовой уровень осадков: 1 734 мм.
Чётко выражены два сезона: сухой сезон (с ноября по апрель) и сезон дождей (с мая по сентябрь). В сезон дождей выпадает непропорциональное количество осадков, в сухой сезон осадков почти нет.
Самая высокая когда-либо зафиксированная температура в Сан-Сальвадоре составляет 40,6°С; самая низкая: 7,2°С. Наиболее прохладные месяцы — с декабря по февраль.
| Показатель                    | Янв. | Фев. | Март | Апр. | Май  | Июнь | Июль | Авг. | Сен. | Окт. | Нояб. | Дек. | Год  |
| ----------------------------- | ---- | ---- | ---- | ---- | ---- | ---- | ---- | ---- | ---- | ---- | ----- | ---- | ---- |
| Абсолютный максимум, °C       | 38,3 | 39,4 | 40,6 | 40,0 | 39,4 | 36,7 | 36,7 | 36,7 | 37,2 | 38,3 | 38,9  | 38,3 | 40,6 |
| Средний суточный максимум, °C | 30,3 | 30,1 | 32,0 | 32,2 | 30,8 | 29,5 | 30,1 | 30,0 | 29,0 | 29,1 | 28,0  | 28,6 | 32,2 |
| Средняя температура, °C       | 22,2 | 22,8 | 23,8 | 24,5 | 24,2 | 23,3 | 23,3 | 23,2 | 22,8 | 22,8 | 22,4  | 22,0 | 23,1 |
| Средний суточный минимум, °C  | 15,9 | 16,8 | 17,7 | 19,0 | 20,0 | 19,6 | 19,1 | 19,3 | 19,4 | 18,0 | 17,9  | 15,1 | 15,1 |
| Абсолютный минимум, °C        | 7,2  | 9,4  | 7,2  | 12,2 | 14,4 | 13,3 | 14,4 | 15,6 | 11,7 | 12,2 | 9,4   | 8,3  | 7,2  |
| Норма осадков, мм             | 5    | 2    | 9    | 36   | 152  | 292  | 316  | 311  | 348  | 217  | 36    | 10   | 1734 |
| Источник:                     |      |      |      |      |      |      |      |      |      |      |       |      |      |

## Экономика

### Транспорт
Первоначально город обслуживался аэропортом Илопанго, размещенном непосредственно к востоку от центра столицы, а затем международные перевозки были переданы аэропорту Комалапа, известному также как Кускатлан, в 40 км к югу от Сан-Сальвадора.

## Достопримечательности
Кафедральный собор, Национальный театр, Национальный дворец, монумент Спасителю, Художественный музей, монумент Революции.

## Города-побратимы
- Каракас (исп. Caracas), Венесуэла
- Сан-Хосе (исп. San José), Коста-Рика
- Гватемала (исп. Guatemala), Гватемала
- Мехико (исп. México), Мексика
- Лос-Анджелес (англ. Los Angeles), США
- Мадрид (исп. Madrid), Испания
- Гвадалахара (исп. Guadalajara), Мексика
- Тель-Авив (ивр. תל אביב‎), Израиль
- Манагуа (исп. Managua), Никарагуа
- Сан-Педро-Сула (исп. San Pedro Sula), Гондурас
- Тайбэй (кит. 台北), Китайская Республика
- Сан-Паулу (порт. São Paulo), Бразилия
- Ла-Пас (исп. La Paz), Боливия
- Картахена (исп. Cartagena), Колумбия
- Богота (исп. Bogotá), Колумбия
- Барселона (исп. Barcelona), Испания

## Известные уроженцы и жители

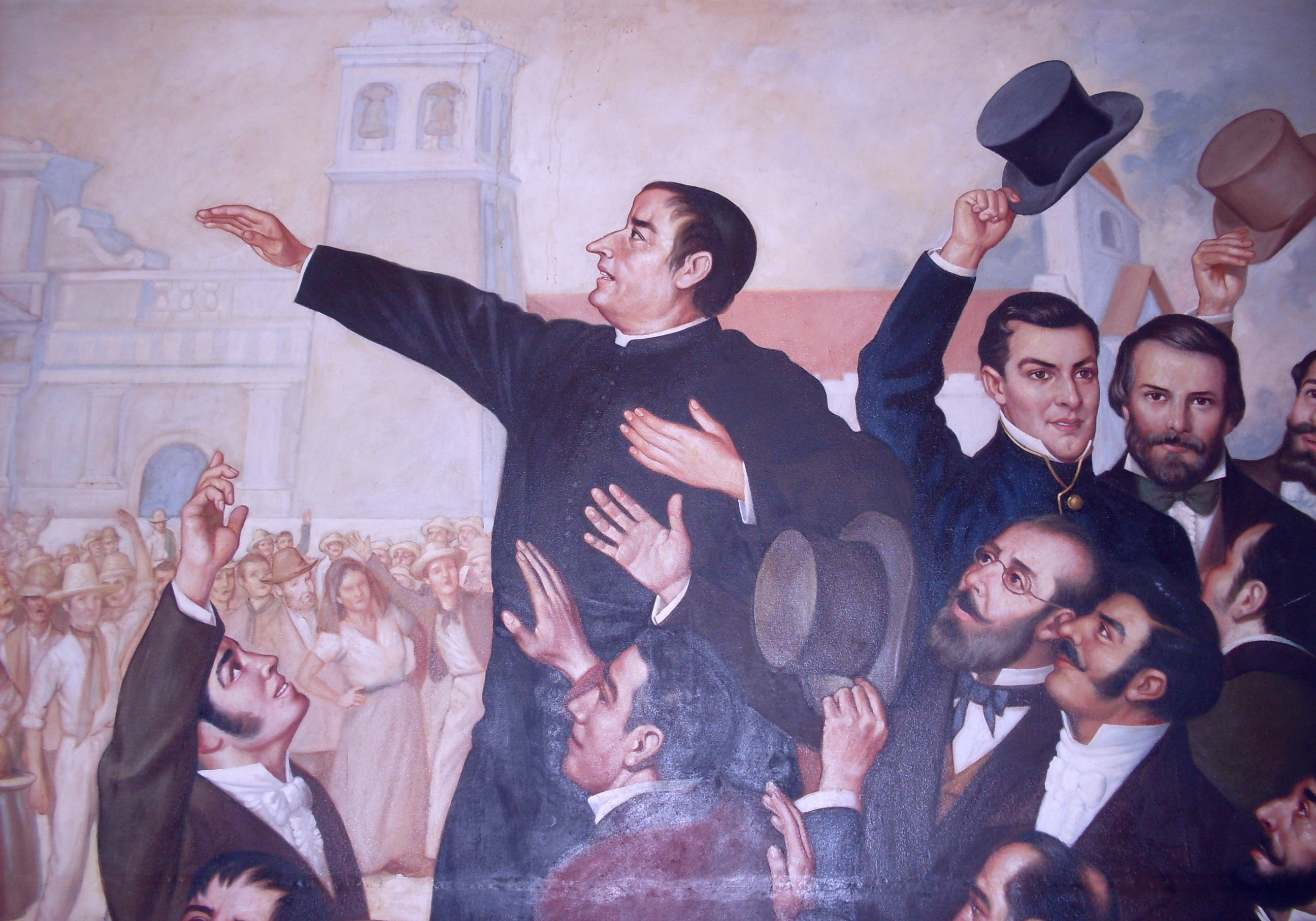
Хосе Матиас Дельгадо

- Хосе Матиас Дельгадо (1767-1832), сальвадорский религиозный и политический деятель, «отец нации», Президент Сальвадора (1821—1823).
- Патрисия Чика — режиссёр и сценарист.